# Microregiunea Békéscsaba
Microregiunea Békéscsaba (în maghiară Békéscsabai kistérség) a fost o microregiune statistică (kistérség) din județul Békés, Ungaria.
Cu o populație de 74.995 locuitori și o suprafață de 450,73 km2, aceasta a existat până în 2014, când în Ungaria, microregiunile ”kistérségek” au fost înlocuite de districte (járások).